# Luka Dončić
Luka Dončić (Ljubljana, Eslovènia, 28 de febrer de 1999) és un jugador de bàsquet eslovè, que juga de base i escorta a Los Angeles Lakers a la lliga NBA.
Luka va començar a jugar a bàsquet a les categories inferiors del Košarkarski klub Union Olimpija. Al setembre de 2012 va entrar a formar part del planter del Reial Madrid, signant un contracte de formació de cinc anys.
El 30 d'abril de 2015 -amb només 16 anys i 2 mesos- es va convertir en el jugador més jove de l'equip madrileny a debutar a la Lliga ACB, i el tercer més jove en la història de la competició. En el seu primer partit, davant el Club Bàsquet Màlaga, va anotar el seu primer triple en la primera pilota que va tocar. En la campanya 2015-16 es va incorporar oficialment a la disciplina del Reial Madrid com un dels 12 jugadors de la primera plantilla, disputant la Supercopa d'Espanya, la Copa Intercontinental i la Lliga ACB.
Ara als Mavs, amb només mitja temporada, s'ha convertit en el jugador franquícia encistellant triples a la cara de grans defensors rivals tals com James Harden i pivots molt alts com Clint Capela. És el base titular i l'afició l'adora. També ha estat el principal actor en les campanyes prèvies als partits dels derbis texans contra San Antonio Spurs i Houston Rockets i fou anomenat Rookie de l'any en la temporada 2018-19.
A l'Eurobasket 2022 anotà 47 punts a la primera fase, contra Turquia, establint la millor anotació dels últims 50 anys i la segona a la història dels Europeus de bàsquet.
Ara Dončić està jugant com a base pels Lakers des del 2 de febrer, el dia que es va fer el trade entre Anthony Davis entre d'altres.